# متیو دلیکته
متیو دلیکته (انگلیسی: Matthew Delicâte؛ زادهٔ ۷ فوریهٔ ۱۹۸۲) بازیکن فوتبال اهل بریتانیا است.
از باشگاه‌هایی که در آن بازی کرده‌است می‌توان به باشگاه فوتبال ابسفلیت یونایتد اشاره کرد.